# Bogserbåten Björnen
Bogserbåten Björnen är ett k-märkt svenskt fartyg som byggdes 1953 på Kockums i Malmö. Björnen var Sveriges sista ångdrivna bogserbåt i kommersiell trafik och gjorde sitt sista arbete i juni 1982. Ångmaskinen ersattes 1984 av en dieselmotor. 
Björnen har en unik, och i stort sett helt bevarad, originalinredning med fina trä- och mässingsdetaljer. Fartyget är numera en privatägd fritidsbåt.

## Historik

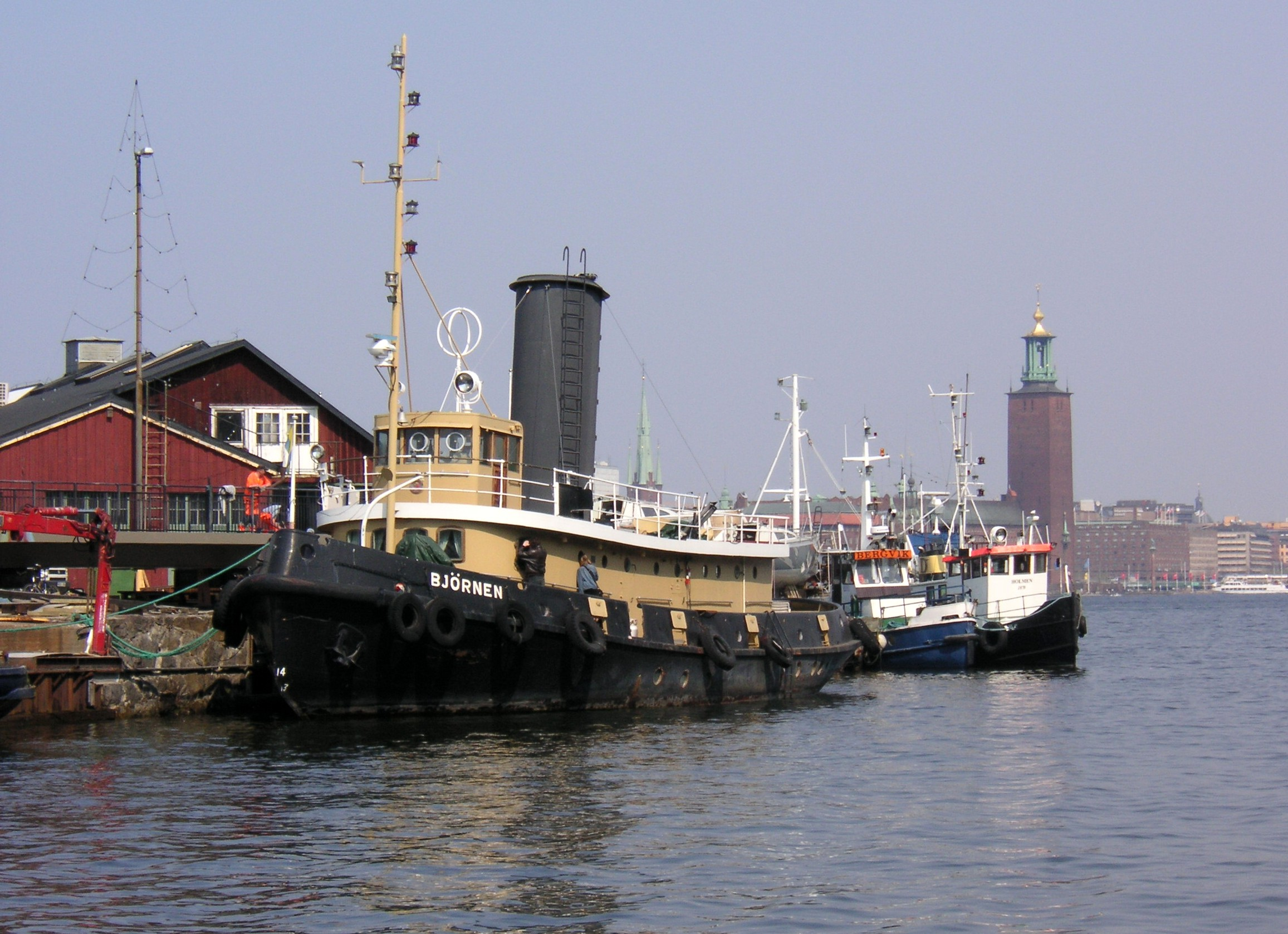
Björnen på Mälarvarvet 2006.

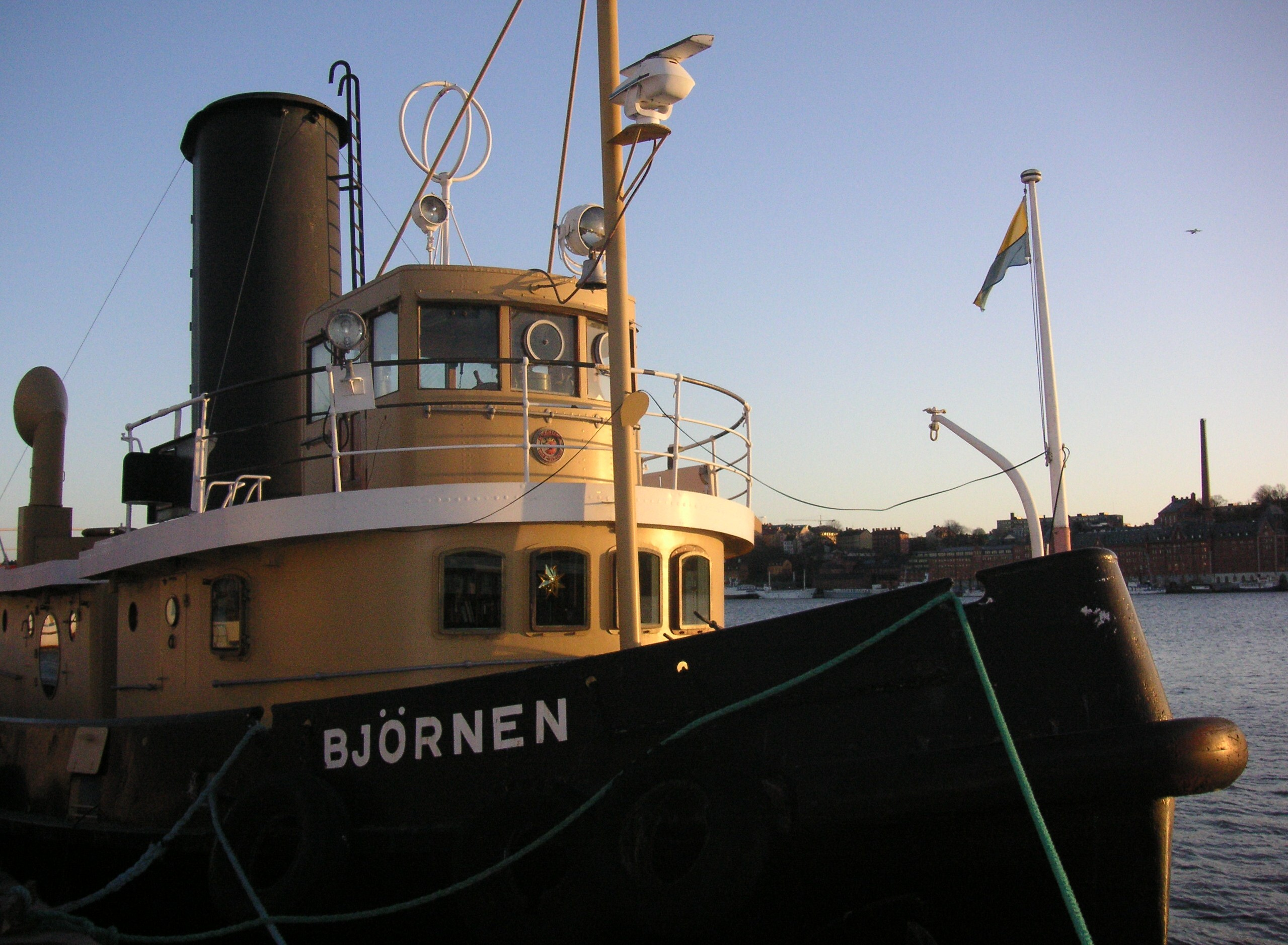
Björnen vid Norr Mälarstrand 2006.

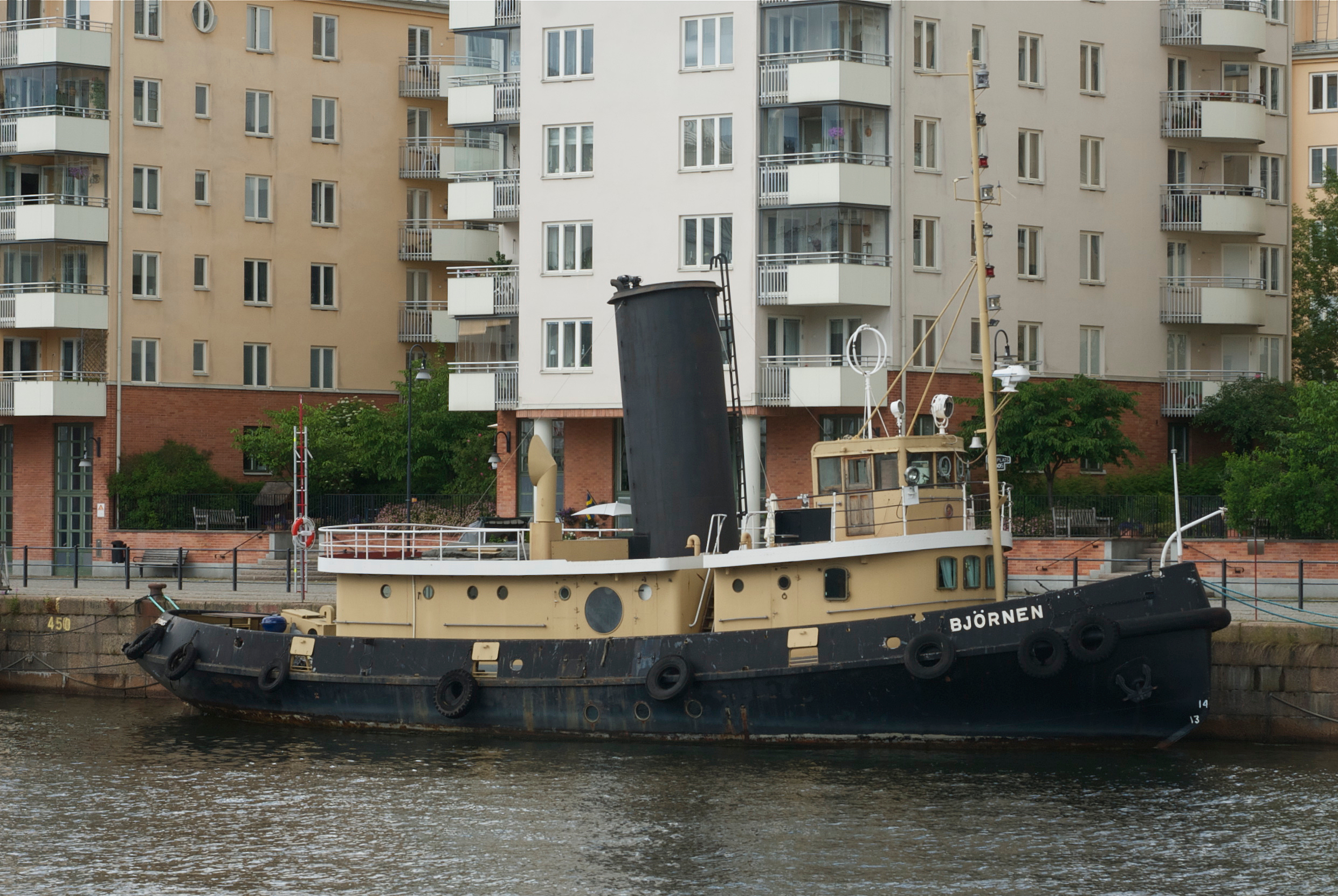
Björnen i Norra Hammarbyhamnen 2011.

Björnen byggdes 1953 vid Kockums Mekaniska Verkstad i Malmö på beställning av Malmö Bogserings AB. Från början hade bogserbåten en trippelångmaskin av märke Charles D Holmes & Co Ltd. Ångmaskinen härstammade från ett brittiskt krigsskepp byggt 1941 och hade 800 Ihk. Propellern hade en diameter av tre meter. Maskinen ersattes 1984 av dåvarande ägaren med en Caterpillar 343 dieselmotor på 437 ihk.

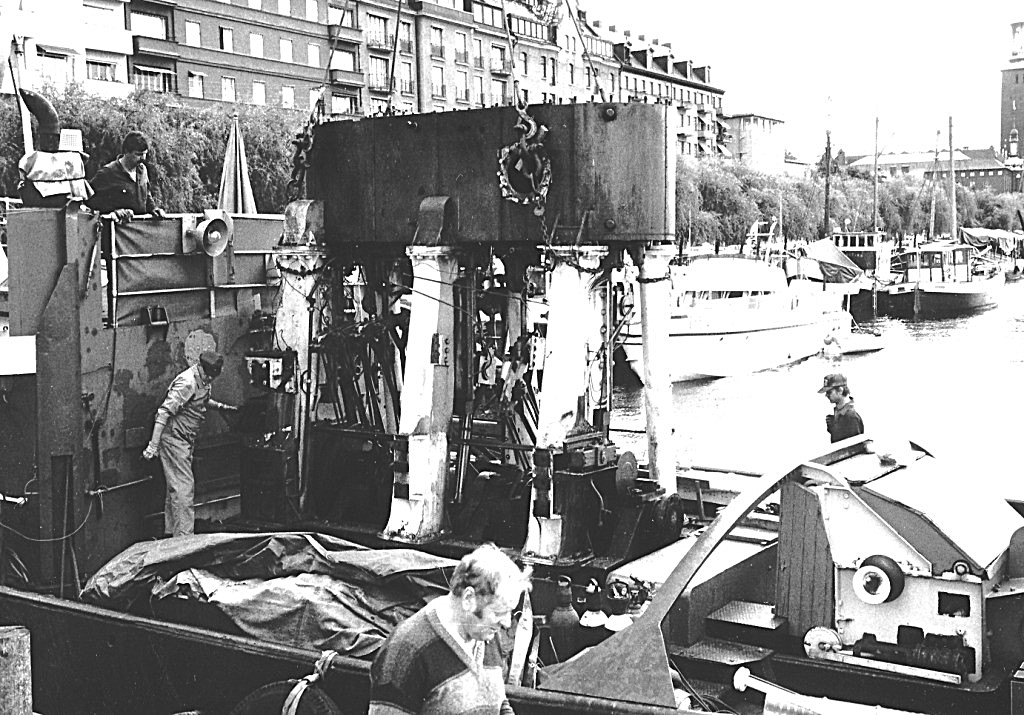
Björnens maskin lyftes ur Norrmälarstrand för vidare transport till Rubens i Götene. 27 ton i lyftet björnen gick upp ca 25 cm.

År 1959 köptes Björnen av Holmens Bruk i Hallstavik och gick där till 1982 som isbrytare och timmerdragare med Hallstavik som hemmahamn. Då var Björnen Sveriges sista ångdrivna bogserbåt i kommersiell trafik. Nästföljande ägare var Arne Avelins Bogserbåts AB i Lidingö, som sålde den vidare efter någon tid till Tommie Persson, Stockholm. Han lät riva ur ångmaskinen och satte in en dieselmotor. Ångmaskinen gavs till Rubens maskinhistoriska samlingar i Götene mot att de tog ur den. I samma veva fick Björnen dubbla skorstenar, vilket dock ändrades tillbaka år 2002 till enkel skorsten. Även styrhytten blev kraftigt modifierad.
Nuvarande (2010) ägare är Ola Lax, Stockholm. Han har återskapat den tidstypiska ångbåtssilhuetten med nytillverkad skorsten, mast, ventilatorer och renoverad styrhytt. Allt renoveringsarbete utfördes efter originalritningar. Däckshuset förlängdes med stor hänsyn till fartygets linjer.

## K-märkning och ny liggplats
I början av 2000-talet blev Bogserbåten Björnen ett av Sveriges kulturmärkta fartyg, en märkning som utförs av Statens Maritima Museer sedan 2001 på basis av en kvalitetsbedömning av fartygets värde som källa till kunskap om den svenska sjöfartens historia.
Björnens ursprungliga liggplats i Stockholm var sedan början av 1980-talet vid Norr Mälarstrand ungefär i höjd med Kungsholms torg.  Sedan 2009 har hon sin liggplats vid Norra Hammarbyhamnen.

## Bildgalleri

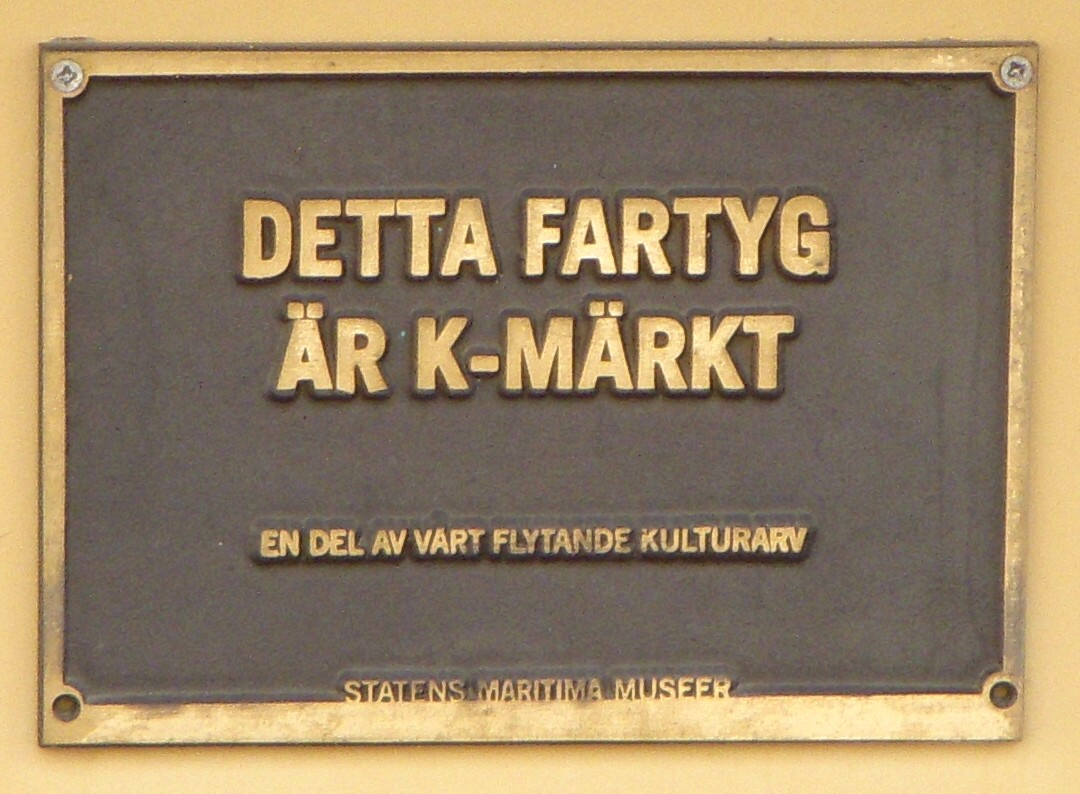
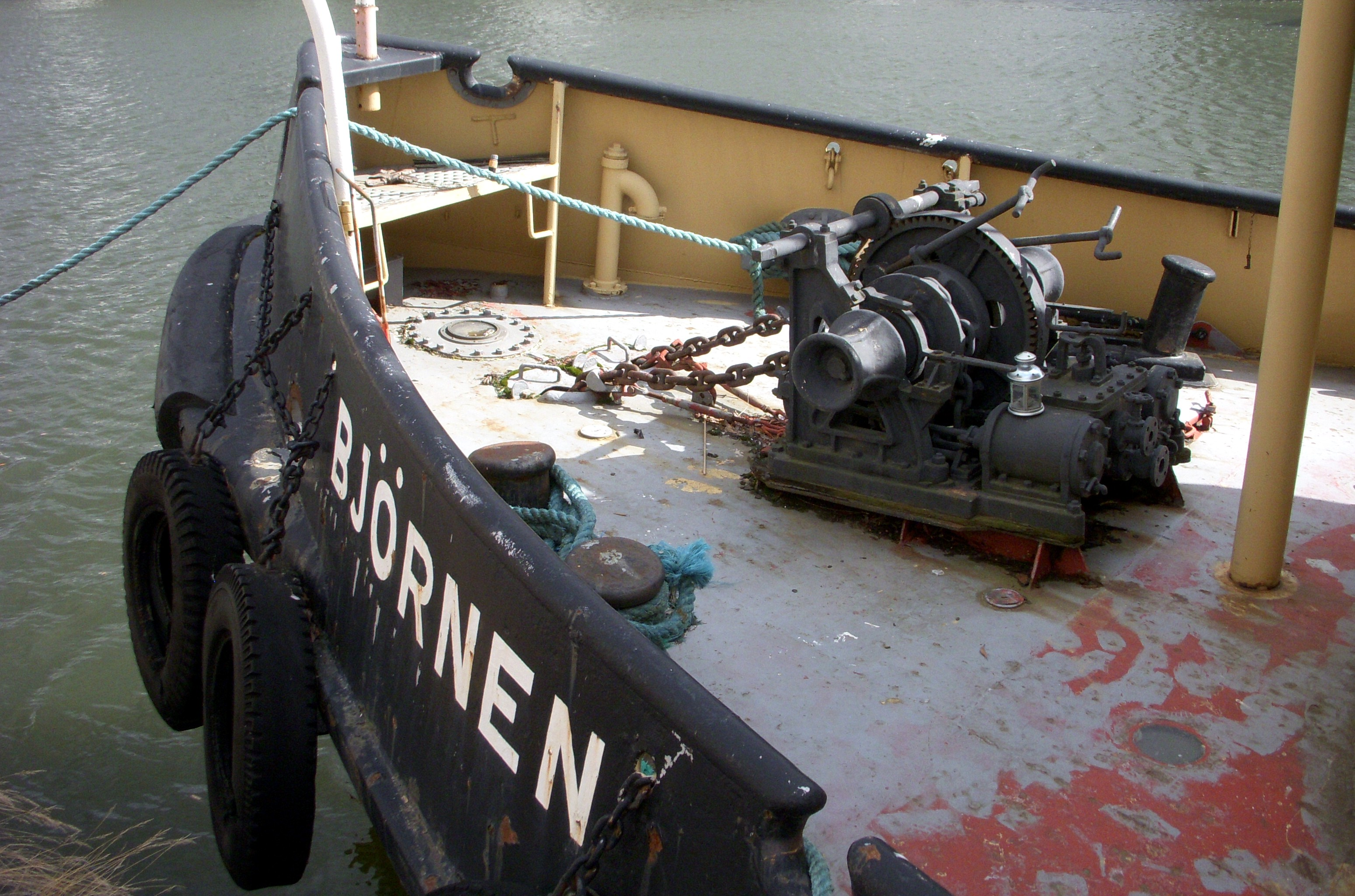
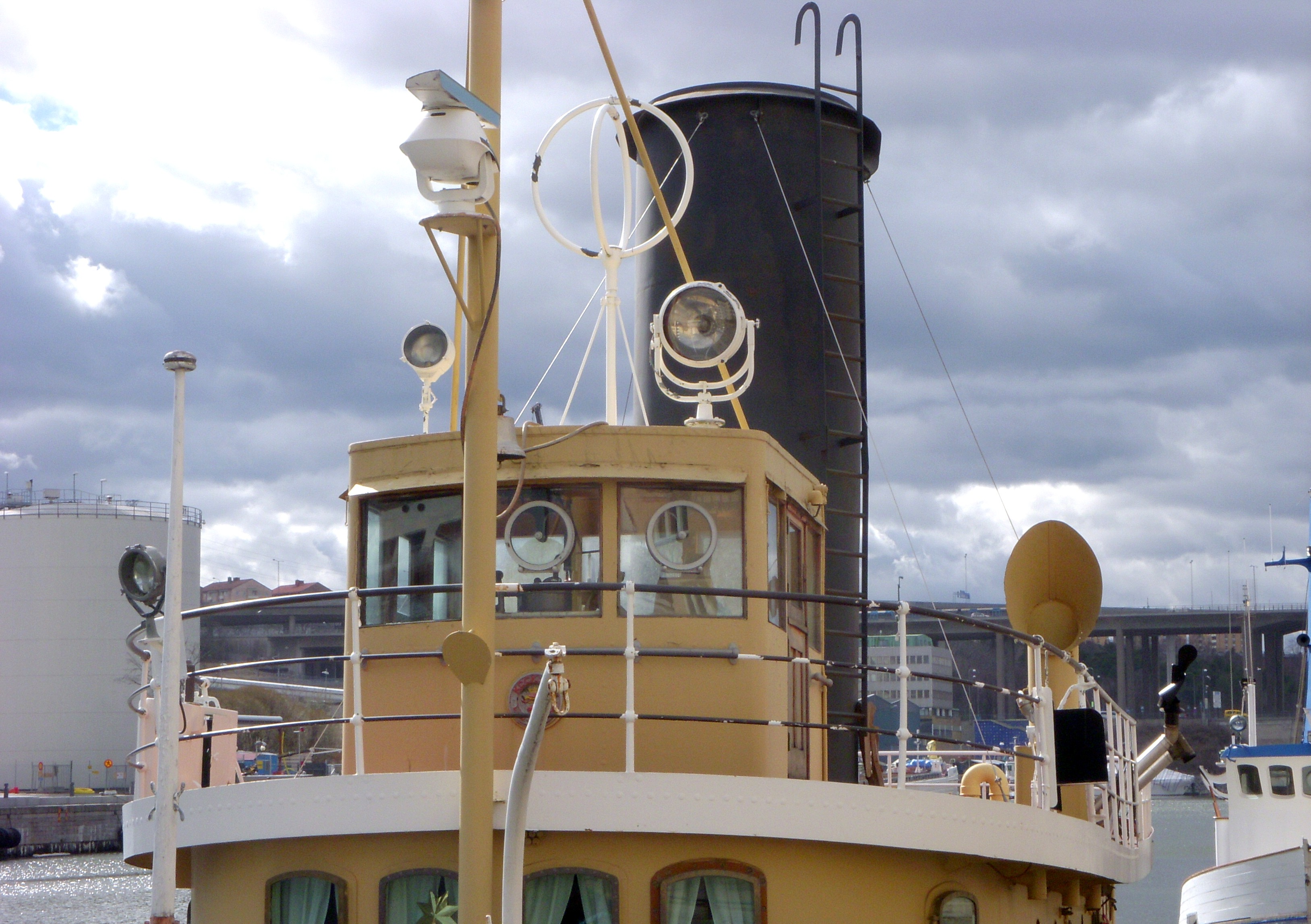
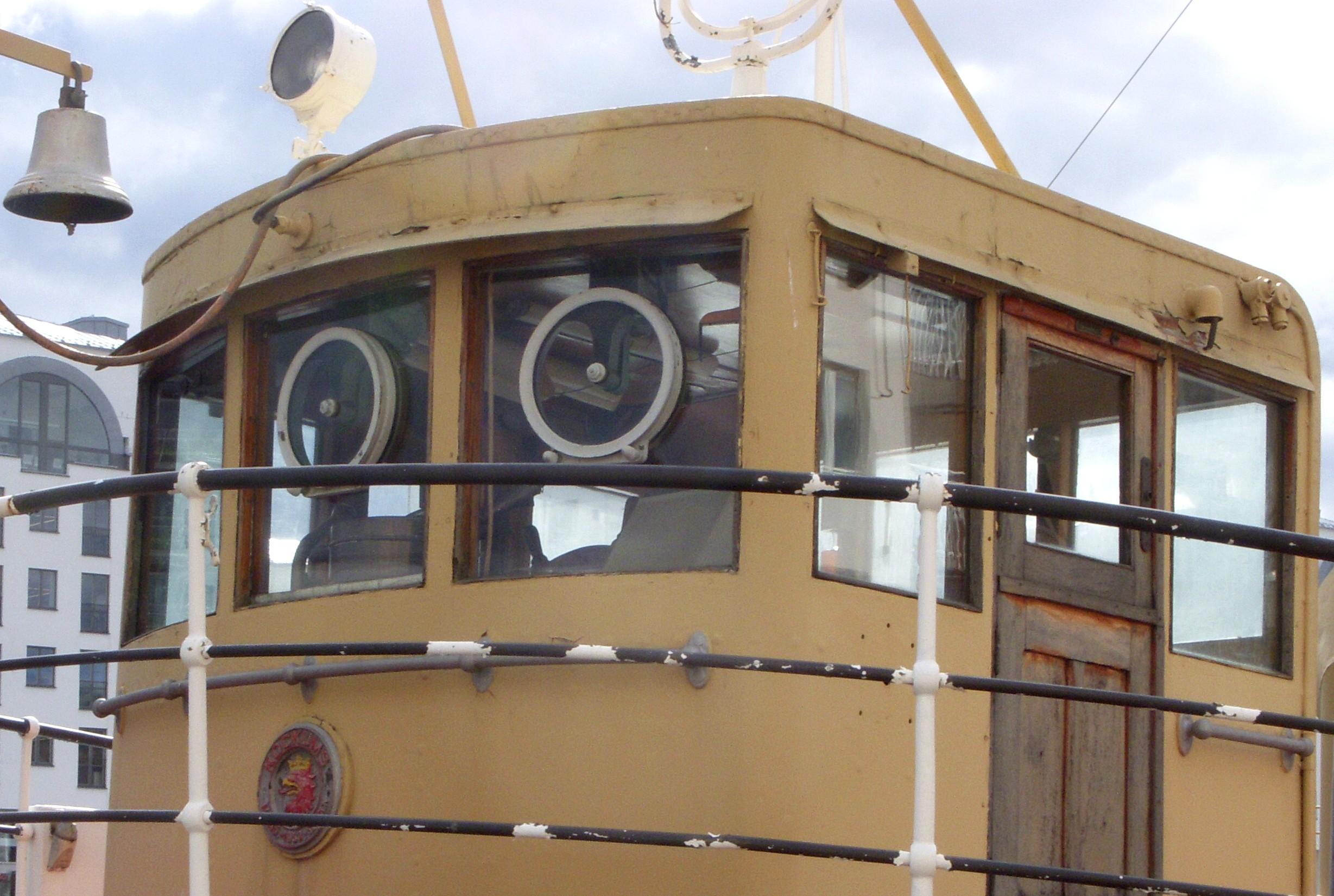